# Liste der Kreisstraßen im Landkreis Coburg
Die Liste der Kreisstraßen im Landkreis Coburg ist eine Auflistung der Kreisstraßen im bayerischen Landkreis Coburg mit deren Verlauf.

## Abkürzungen
- CO: Kreisstraße im Landkreis Coburg
- COs: Kreisstraße in der kreisfreien Stadt Coburg
- HAS: Kreisstraße im Landkreis Haßberge
- K: Kreisstraße in Thüringen
- KC: Kreisstraße im Landkreis Kronach
- L: Landesstraße in Thüringen
- LIF: Kreisstraße im Landkreis Lichtenfels
- St: Staatsstraße in Bayern

## Liste
Nicht vorhandene bzw. nicht nachgewiesene Kreisstraßen werden in Kursivdruck gekennzeichnet, ebenso Straßen und Straßenabschnitte, die unabhängig vom Grund (Herabstufung zu einer Gemeindestraße oder Höherstufung) keine Kreisstraßen mehr sind.
Der Straßenverlauf wird in der Regel von Nord nach Süd und von West nach Ost angegeben.
| Nr. CO | Verlauf |
| ------ | --- |
| CO 1   | (von der HAS 52 im Landkreis Haßberge) – Landkreisgrenze – – Pülsdorf – Landkreisgrenze – (LIF 8 im Landkreis Lichtenfels) |
| CO 2   | (L 2644 in Thüringen) – Landesgrenze – St 2202 in Weitramsdorf |
| CO 3   | (K 505 im Landkreis Hildburghausen, Thüringen) – Landesgrenze – Roßfeld – St 2205 |
| CO 4   | (L 2642 in Thüringen) – Landesgrenze – Bad Rodach – St 2205 – Heldritt – CO 7 – Grattstadt – Ahlstadt – CO 23 – Ottowind – CO 18 – Meeder – CO 17 – Wiesenfeld bei Coburg – St 2205 – Landkreisgrenze – (COs 4 in Coburg) – Landkreisgrenze – St 2202 in Weidach |
| CO 5   | CO 12 – Welsberg – Schottenstein – St 2204 |
| CO 6   | CO 16 in Rothenberg – Heilgersdorf – CO 9 – Setzelsdorf – Landkreisgrenze – (HAS 53 und 52 im Landkreis Haßberge) – Landkreisgrenze – St 2204 |
| CO 7   | (K 531 im Landkreis Hildburghausen, Thüringen) – Landesgrenze – CO 4 in Heldritt |
| CO 8   | (jetzt ) St 2191 in Sonnefeld – Landkreisgrenze – (Landkreis Kronach) |
| CO 9   | (HAS 47 im Landkreis Haßberge) – Landkreisgrenze – Bischwind – Heilgersdorf – CO 6 – Wiesen – St 2204 |
| CO 10  | St 2708 in Wörlsdorf – Hassenberg – Landkreisgrenze – (KC 15 im Landkreis Kronach) |
| CO 11  | CO 14 in Neustadt bei Coburg – Boderndorf – St 2206 – Kleingarnstadt – CO 13 – Sonnefeld – ehemalige – Neuensorg – Landkreisgrenze – (LIF 9 im Landkreis Lichtenfels)                                                                                            |
| CO 12  | – Schafhof – Wohlbach – Gossenberg – CO 25 – Neuses an den Eichen – CO 5 – Rossach – Großheirath – CO 15 – Untersiemau – CO 25 – CO 28 – Meschenbach – Niederfüllbach – Landkreisgrenze – (COs 12 in Coburg)                                                     |
| CO 13  | CO 11 – Großgarnstadt – in Ebersdorf bei Coburg |
| CO 14  | St 2206 in Fischbach – Höhn – Ketschenbach – CO 11 in Neustadt bei Coburg |
| CO 15  | CO 12 in Großheirath – Landkreisgrenze – (LIF 1 im Landkreis Lichtenfels) |
| CO 16  | (COs 16 in Coburg) – Landkreisgrenze – Schorkendorf – Eicha – Witzmannsberg – CO 25 – Seßlach – St 2204 – Rothenberg – CO 6 – Unterelldorf – Oberelldorf – Lechenroth – Landkreisgrenze – (HAS 43 im Landkreis Haßberge)                                         |
| CO 17  | CO 18 in Großwalbur – Kleinwalbur – Meeder – CO 4 – Beuerfeld – Unterlauter – CO 27 – Unterwohlsbach – St 2206 |
| CO 18  | CO 4 in Ottowind – Großwalbur – CO 17 – St 2205 – Breitenau – Mährenhausen – Sülzfeld – Landesgrenze – (K 501 im Landkreis Hildburghausen, Thüringen) |
| CO 19  | (K 501 im Landkreis Hildburghausen, Thüringen) – Landesgrenze – Gehegsmühle – Gemünda in Oberfranken – St 2204 – Dietersdorf – in Neundorf |
| CO 20  | Gleismuthhausen – CO 21 – St 2204 in Autenhausen |
| CO 21  | CO 20 – Merlach – Landkreisgrenze – (HAS 62 im Landkreis Haßberge) |
| CO 22  | St 2204 – Landkreisgrenze – (LIF 17 im Landkreis Lichtenfels) |
| CO 23  | CO 4 in Ahlstadt – Landesgrenze – (K 530 im Landkreis Hildburghausen, Thüringen) – Landesgrenze – Rottenbach – CO 27 |
| CO 25  | CO 16 – Seßlach – Watzendorf – CO 12 – Ziegelsdorf – Scherneck – CO 12 in Untersiemau |
| CO 26  | – Trübenbach – Landkreisgrenze – (LIF 26 im Landkreis Lichtenfels) |
| CO 27  | (K 530 im Landkreis Hildburghausen, Thüringen) – Landesgrenze – CO 23 – Tremersdorf – Neukirchen – Tiefenlauter – Oberlauter – Unterlauter – CO 17 – Landkreisgrenze – (COs 27 in Coburg)                                                                        |
| CO 28  | – CO 12 – Untersiemau – Obersiemau – Landkreisgrenze – (LIF 27 im Landkreis Lichtenfels) |
| CO 29  | St 2205 und CO 4 in Wiesenfeld bei Coburg – Landkreisgrenze – (ehemalige St 2202 und St 2205) (COs 29 in Coburg) – Landkreisgrenze – Dörfles-Esbach – |

## Quelle
OpenStreetMap: Landkreis Coburg – Landkreis Coburg im OpenStreetMap-Wiki